# Juul Callewaert
Pater Juul Callewaert (Torhout 1886 - Gent 1964) was een Vlaams dominicaan en schrijver, vooral bekend om zijn Vlaams-nationalisme engagement.

## Biografie
Als jongste zoon van een boerengezin genoot hij zijn opleiding aan het Klein Seminarie Roeselare waar de kiem werd gelegd van zijn Vlaamsgezindheid. Hij trad toe tot het Leuvense dominicanenklooster en studeerde er filosofie en theologie. Hij blonk uit als predikant en werd in 1912 tot priester gewijd na een noviciaatsjaar in La Sarte (Wallonië).
Zijn eerste werkveld was Oostende. In minder dan drie jaar tijd was zijn naam en faam als predikant gevestigd. Hij hield er verschillende lezingen en stichtte naar Leuvens model een St-Thomasgenootschap. Toen had hij al last met de kerkelijke autoriteiten van het bisdom. Bij het begin van de Eerste Wereldoorlog week hij uit naar Stockport (Engeland) waar hij instond voor het pastoraat voor Belgische vluchtelingen. In Engeland begon hij te schrijven, voor De Stem uit België en af en toe ook in De Belgische Standaard en Ons Vaderland, het blad van de Vlaamse frontsoldaten. In 1919 keerde hij terug naar Oostende. Hij werkte ook bij de Vlaamse oud-soldaten verenigd in de frontbeweging, maar dit werd hem door de autoriteiten niet in dank afgenomen. Na korte tijd werd hij persona non grata in België en werd naar Ierland gestuurd voor een bezinningsperiode. Hier schreef hij het boek Ierland en het Ierse volk.
Net voor de Tweede Wereldoorlog moest hij om diezelfde reden van Gent naar Antwerpen. Officieel werd hij belast met een opdracht in het Antwerpse dominicanenklooster. Zijn flamingante werkterrein bleef echter Gent. Toen de Tweede Wereldoorlog uitbrak bleef hij in het klooster.
Hij schreef  "...En Vlaanderen voor Christus", een bundeling van enkele brochures, radiopreken en een selectie uit zijn preken.
Twee 'politieke' geschriften uit de oorlogsjaren verdienen een bijzondere aandacht, omdat ze belangrijke gevolgen hebben gehad. Begin april 1943 liet Callewaert een brief bezorgen aan dr. Hendrik Elias, leider van het Vlaamsch Nationaal Verbond, waarin hij de houding van deze partij scherp op de korrel neemt. De politiek van het VNV, schreef hij, steunt op twee onaanvaardbare principes:
1. Duitsland moet de oorlog winnen.
2. De ideologie van de partij moet het nationaalsocialisme zijn.

Namens het 'comité voor de rehabilitatie van koning Leopold III' werd aan pater Callewaert gevraagd zijn opinie neer te schrijven over zeven kwesties in verband met de huidige en toekomstige positie van de koning en het oordeel van de Vlamingen daarover. Hij heeft dit gedaan in een uitgebreide nota van een tiental gedrukte bladzijden.
Eind 1945 werd pater Callewaert gearresteerd en na een verblijf in een interneringskamp in de gevangenis opgesloten. In februari 1946 begon zijn proces voor de Krijgsraad. De krijgsauditeur veroordeelde hem tot 6 jaar hechtenis, maar wees de eis vanwege de Belgische staat tot vergoeding af. 
Daags nadien ging de veroordeelde in hoger beroep en op 11 april verscheen hij opnieuw voor het Krijgshof. Na één zitting volgde de uitspraak: twaalf jaar hechtenis. Twee jaar na de oorlog heeft hij enige tijd in de gevangenis gezeten en verbleef daarna nog ongeveer anderhalf jaar in Italië. Met Pasen 1950 was pater Callewaert opnieuw in het Gentse klooster. In 1952 publiceerde hij zijn laatste boek: Levensgezondheid - Brieven aan jonge mensen. 
Begin de jaren zestig begon zijn gezondheid hem parten te spelen en werd in het ziekenhuis opgenomen. Hij overleed er in 1964.

## Publicaties
- Apologetische opleiding der Studenten
- De Toekomst der Jonge Wacht en de Jonge Wacht der Toekomst
- De liefelijkste Roos : Henri Suso (bewerkt naar het Deensch van Jôergensen)
- Op den Uitkijk
- Kerelsleven
- De Haat tegen het Kind
- Onze Vlaamsche Volksjeugd
- De sterke vrouw van Vlaanderen
- Zelfeerbied
- Ierland en het Iersche volk
- Hoogeschoolleven (Studenten-Leven)
- Aristocratie
- Familie leven
- Het schoone Vlaanderen
- En Vlaanderen voor Christus
- Levensgezondheid - Brieven aan Jonge Mensen

## Trivia
- De Torhoutse afdeling van de Marnixring heet voluit Marnixring Torhout Pater Callewaert
- Het Lied van Pater Callewaert werd geschreven door Lambrecht Lambrechts en gecomponeerd door Emiel Hullebroeck. Het is een populair cantuslied waarvan de melodie gebruikt wordt door vele Vlaamse studentenverenigingen, oa: DIP's, Diepenbeek, Katechetika, Leuven, KHK (Kunsthistorische Kring), Gent en Wina (Wiskunde Natuurkunde), Leuven.